# Капітал
Капітал (від лат. capitalis — головний, від прото-індоєвропейського kaput — голова) — ресурси, які використовують у виробництві товарів або при наданні послуг.
Класична економічна теорія трактує капітал як один з головних факторів виробництва, двома іншими вважаються земля (як природні ресурси), і праця (як цілеспрямована діяльність людей). Капіталом вважається усе те, що використовується для виробництва, але безпосередньо не споживається в ньому. На відміну від інших факторів виробництва, капітал складається з раніше виробленого продукту. Фактично, будь-які засоби праці класична теорія вважає фізичним капіталом.
Карл Маркс вважав неточним ототожнювання капіталу з засобами виробництва. Він визначав капітал як «самозростаючу вартість», тобто вартість, що використовується для отримання додаткової вартості (не плутати з доданою вартістю) за допомогою виробничої та економічної діяльності, заснованої на добровільному обміні.

## Уявлення про капітал
Слово «капітал» походить від латинського «capitalis», що означає «головний, основний», і в свою чергу походить від слова «caput» (голова), мабуть тому, що в стародавні часи багатство людини оцінювалося за кількістю голів худоби.
В середньовіччі капіталом називали основну частину позики, на відміну від відсотків. У період становлення капіталізму «капіталом» стали називати гроші, які підприємці вкладали у своє виробництво з метою отримання прибутку (зараз це трактується як фінансовий капітал). Саме грошовий обіг меркантилісти вважали джерелом прибутку, який не пов'язували з виробництвом.
З розвитком економічної думки уявлення про капітал змінювались. Одним з перших, хто перестав ототожнювати капітал лише з грошима був Франсуа Кене, який став засновником фізіократичного напрямку. Він вважав, що гроші є самі по собі безплідне багатство, яке нічого не виробляє і слугує лише для забезпечення обігу товарів. Виробничим фактором вважалась лише земля, а дійсним виробництвом — лише землеробство. За його термінологією, сільськогосподарські знаряддя, будови, тварини і все те, що використовується у землеробстві протягом декількох виробничих циклів, є «початкові аванси» (сучасний аналог «основний капітал»). Витрати на насіння, корми, оплату робітників та інше, які здійснюються заради одного виробничого циклу, він відносив до «щорічних авансів» (сучасний аналог «оборотний капітал»). Промисловий капітал фізіократи вважали «бесплідним», що не створює «чистий продукт» і не ділиться на «аванси». Заслуга Кене не лише в розмежуванні основного та оборотного капіталу за виробничою ознакою, а і у досліджені кругообігу основного капіталу.
Адам Сміт капіталом вважав частину запасів, яку направляють не на споживання, а на отримання доходу. Сміт розділяв капітал на основний (полівшення землі, машини, обладнання — усе те, що «приносить дохід або прибуток без переходу від одного власника до іншого або без подальшого обігу») та оборотний (витрачається на товари, які куплені, виготовлені або перероблені задля продажу з вигодою, тобто такий капітал приносить дохід «лише шляхом такого обігу або послідовних обмінів»). Витрати на заробітну плату Адам Сміт вважав частиною оборотного капіталу.
Давид Рікардо, як і Адам Сміт, капіталом вважав усі засоби виробництва, але виключив з капіталу витрати на заробітну плату і трактував капітал як «нагромаджену працю», тобто працю попередніх періодів. Рікардо вважав, що отриманий дохід розподіляється пропорційно праці, теперішній та попередній. Саме таким розподілом він і пояснював прибуток власника капіталу.
Далі економісти розділились на два великі табори — прихильників марксизму та прихильників маржиналізму.
На сьогодні найчастіше поняття капіталу трактують як усі засоби виробництва у матеріальній, грошовій та нематеріальній формах.
Термін капітал вживається також у бухгалтерському обліку при аналізі економічної діяльності конкретного підприємства.

### Марксистське трактування
Карл Маркс, автор фундаментальної праці «Капітал. Критика політичної економії», зробив свій внесок у трактування капіталу. За Марксом, засіб праці може стати капіталом (принести власнику вартості більше, ніж його власна) тільки тоді, коли його власник прямо чи опосередковано вступить у певні відносини з власником робочої сили. Наприклад, металорізальний верстат сам по собі нічого не приносить його власнику. Користь від використання верстата особисто власником не перетворює верстат в капітал. Навіть якщо продукцію власник не споживає сам, а продає, то частина виручки буде амортизацією обладнання, частина — компенсує витрати на сировину та матеріали, а залишок стане оплатою праці господаря верстата, яка не є ані заробітною платою, ані прибутком, бо залишок об'єднує їх в собі. Але, якщо його власник вступить у відносини з іншими людьми (найме робітника, знайде орендаря), тоді верстат перетвориться на капітал, тому що лише за цих умов залишок розділяється на заробітну плату і прибуток власника верстата, тобто власник отримає не лише вартість верстата у вигляді амортизації, але й додаткову вартість, сам при цьому не працювавши.
За Марксом додаткова вартість утворюється тільки завдяки найманій праці. Тому він розділив капітал на постійний та змінний капітал. Постійний капітал, який витрачається на придбання засобів виробництва: машини, складські приміщення, сировина і всі інші витрати виробництва за винятком заробітної плати, — може тільки переносити свою вартість цілком або частинами на вартість продукту, не змінюючи загальної суми. Змінний капітал витрачається на купування робочої сили робітників у формі заробітної плати. У процесі праці створюється нова вартість, яка за своїм розміром перевищує вартість робочої сили. Цей надлишок і складає додаткову вартість.
Метою капіталіста є отримання додаткової вартості (надлишку вартості вироблених товарів над вартістю витраченого на таке виробництво капіталу). Згідно з марксистською теорією, додаткову вартість створює саме змінний капітал. Постійний капітал створює умови, які поширюють право власності капіталіста на додаткову вартість.
Крім постійного та змінного Маркс виділяв також фіктивний капітал, що відповідає коштам у цінних паперах. Ціна таких паперів коливається в залежності від сподівань майбутніх прибутків. Це можна назвати капіталізацією права власності. Фіктивний капітал виникає на основі реального капіталу. Якби не було капіталу, який створює додаткову вартість, то не міг би виникнути і розвиватися фіктивний капітал, який претендує на присвоєння частини додаткової вартості, хоча сам її не створює. Фіктивний капітал не є чимось випадковим для розвинутого товарного виробництва: він закономірно виникає на основі позичкового капіталу. Всі цінні папери, які дають право на прибуток, за своєю економічною суттю є документами, що відображають рух позичкового капіталу.

### Австрійська економічна школа (маржиналізм)
Австрійська економічна школа визначає капітал (капітальні блага) як ресурси, які не споживаються зараз, але використовуються для забезпечення споживання у майбутньому. Бем-Баверк вважав, що «капітал є не що інше, як сукупність проміжних продуктів, які створені на кожному етапі довгого виробничого циклу». Скажімо, верстат є капіталом лише у тому разі, якщо люди планують використовувати його деякий час для виробництва благ. При цьому відсотки на капітал трактувались як плата за відстрочку споживання та ризик втратити можливість споживання. Бем-Баверк розумів капітал як вартість капітальних благ (фізичного капіталу) у ринкових цінах. Витрати на заробітну плату Австрійська школа не розглядає як частину капиталу.
Виходячи з поглядів маржиналізму, представники Австрійської школи розмір прибутку обумовлювали «граничною продуктивністю капіталу», що і складає плату за участь капіталу у виробництві товарів.
Кембриджська суперечка про капітал продемонструвала, що намагання пояснити з позицій маржиналізму розмір прибутковісті капіталу у макроекономічному вимирі натикається на фундаментальні протиріччя. Незважаючи на участь у суперечьці найвидатніших економістів, вони не змогли запровонувати узгоджене трактування капіталу та його прибутковості. Подальші намагання хочаб частково усунути протиріччя призвели до появи таких категорій, як людський капітал, інтелектуальний капітал, соціальний капітал тощо. У цих термінах слово капітал має дещо ширше значення, ніж в класичній теорії.
Людвіг фон Мізес основоположник неолібералізму, засновник австрійської школи економіки в своїх книгах писав про капітал наступне:
Нині вже ніхто не заперечує, що можна виробляти, не працюючи. Але також неможливо виробляти без капітальних благ, раніше вироблених факторів подальшого виробництва (р.111).
Робітники повинні засвоїти, що єдина причина, чому ставки заробітної плати в Сполучених Штатах вищі, — це вища квота інвестованого капіталу на душу населення (р.92).
Немає засобів, за допомогою яких можна підвищити загальний рівень життя, окрім як шляхом прискорення збільшення капіталу порівняно з населенням (р.5-6).
Безглуздо приписувати постачальникам праці весь продукт і мовчати про внесок постачальників капіталу та підприємницьких ідей. Те, що породжує корисні блага, — це не фізичні зусилля як такі, а фізичні зусилля, влучно спрямовані людським розумом на певну мету (р.301).
Усі капітальні блага рано чи пізно перетворюються на кінцеву продукцію і припиняють своє існування через використання, споживання, знос (р.514).
Бізнес, що прагне прибутку, змушений використовувати найефективніші методи виробництва. Єдине, що стримує прагнення бізнесмена покращити обладнання своєї фірми, - це брак капіталу (р.769).
Всі твердження сучасної школи добробуту, як і соціалістичних авторів, ґрунтуються на неявному припущенні, що існує надлишкова пропозиція капітальних благ. Тоді, звичайно, здається, що легко знайти ліки від усіх бід, дати кожному «за потребами» і зробити всіх абсолютно щасливими (р.844).
Під тиском економістів деякі пропагандисти добробуту та соціалісти визнають, що погіршення середнього рівня життя можна уникнути, лише підтримуючи вже накопичений капітал, і що економічне покращення залежить від накопичення додаткового капіталу (р.844).
Історія не знає жодного прикладу накопичення капіталу урядом. Якщо уряди інвестували в будівництво доріг, залізниць та інші корисні суспільні роботи, то необхідний капітал забезпечувався заощадженнями окремих громадян і позичався урядом (р.847).
Капітал не відтворює себе сам (р.177).

## Форми капіталу

### Основний— оборотний
Адам Сміт у праці Дослідження про природу і причини багатства народів (книга II, розділ 1) запровадив поняття основного й оборотного капіталу. Основний та оборотний капітал стисло визначають так:
- Основний капітал за формою це засоби праці, які переносить свою вартість на продукт виробництва по частинах за декілька виробничих циклів (наприклад, верстат). Інколи основний капітал поділяють на активну та пасивну частини. До активної частини включають машини й устаткування, що безпосередньо беруть участь у виробництві продукту, а до пасивної — необхідні для виробництва об'єкти, що беруть участь у ньому опосередковано, наприклад, приміщення та споруди.
- Оборотний капітал за формою це предмети праці, які переносить свою вартість на продукт відразу всю за один виробничий цикл (наприклад, борошно при випіканні хліба). Оборотний капітал повністю споживається при виробництві, що змінює його форму. Тож для нового циклу продукцію потрібно продати і поновити запаси сировини та матеріалів, що формує цикл обігу.

При цьому засоби виробництва як сукупність засобів праці і предметів праці стають продуктивним капіталом лише з моменту їхнього безпосереднього використання у виробничому процесі.
У бухгалтерському обліку використовується термін основні засоби, який відображає вартість засобів праці — це матеріальні активи, які підприємство утримує з метою використання їх у процесі виробництва або надання послуг, очікуваний строк корисного використання (експлуатації) яких перевищує один рік. Оборотному капіталу в бухгалтерії відповідає термін оборотні засоби (фонди), який відображає вартість предметів праці, а також деяких засобів праці, які мають вартість менше встановленого нормативу або термін служби менше одного року.
Бухгалтерський облік обігові фонди поділяє на групи:
- Виробничі запаси. До них належать запаси сировини, основних та допоміжних матеріалів, покупних напівфабрикатів, комплектуючих, палива й пального, тари, ремонтних деталей і вузлів, малоцінних інструментів, господарського інвентарю та інших предметів, а також аналогічних предметів, що швидко зношуються.
- Незавершене виробництво.
- Витрати майбутніх періодів — це грошові витрати, які зроблено в певний період, але які буде відшкодовано через витрати виробництва в наступні періоди. До них належать витрати на підготовку виробництва, освоєння випуску нових виробів, раціоналізацію та винахідництво, придбання науково-технічної та економічної інформації тощо.

Фонди обігу — це частина обігових коштів підприємства, яка забезпечує безперервність виробничого процесу. До них належать:
- готова продукція на складі підприємства;
- готова продукція, яка відвантажена і перебуває в дорозі;
- грошові кошти на розрахунковому та інших рахунках;
- грошові кошти у незакінчених рахунках;
- готівка в касі.

### Реальний— грошовий
За формою виділяють також реальний та грошовий капітал:
- Фізичний (реальний, або виробничий) капітал — засоби виробництва;
- Грошовий капітал (грошова форма капіталу) — гроші, призначені для придбання фізичного капіталу.

Реальний капітал — капітал, вкладений у справу, який працює як джерело доходу у вигляді засобів виробництва: машини, обладнання, будівлі, споруди, земля, запаси сировини, напівфабрикати і готова продукція, які використовуються для виробництва товарів і послуг.
Безпосереднє володіння грошима, грошовим капіталом, не приносить доходу, тобто вони не стають капіталом автоматично. Цим вони відрізняються від фінансового капіталу у формі грошей на депозиті[джерело?].
Для нормального функціонування виробництва потрібні обидві форми капіталу[джерело?]. Наприклад, банки, головна функція яких кредитування, тобто основний тип капіталу для них грошовий, володіють також і реальним капіталом у вигляді офісних приміщень, банкоматів тощо. З іншого боку підприємства, що виготовляють реальний продукт, мають необхідність в грошовому капіталі для того, щоб, між іншим, купувати сировину й платити зарплатню робітникам[джерело?].

### Фінансовий капітал
Фінансовий капітал — це грошові засоби, які можуть бути використані для придбання або створення фізичного капіталу[джерело?]. Концентрація фінансового капіталу відбувається на фінансовому ринку. Важливими поняттями, пов'язаними з фінансовим капіталом є капіталовкладення (інвестиції) та нагромадження капіталу. Фінансовий капітал має різноманітні форми. Важливим видом підприємств, що здійснюють операції з грішми є банки, які здійснюють кредитно-фінансові операції, тобто належать до сфери послуг. Іншим типом підприємства, що займається акумуляцією коштів є акціонерні товариства[джерело?]. Інвестиційні фонди виконують роль посередника між акціонерами та фінансовим ринком[джерело?]. Акціонерні товариства розпоряджаються акціонерним капіталом. Інвестиції в стартапи називають венчурним капіталом. Такі інвестиції загалом рисковані, чим зумовлений термін ризиковий капітал[джерело?].
Політекономічний аналіз становлення фінансового капіталу на початку 20 століття виконав Ленін. На його думку фінансовий капітал — це капітал, що утворився в результаті злиття промислових і банківських монополій. Його виникнення — одна з основних ознак імперіалізму. Критикуючи концепцію Рудольфа Гільфердінга, що зводив поняття фінансовий капітал до підпорядкування промислового капіталу банківським, Ленін так визначив сутність фінансового капіталу: «Концентрація виробництва; монополії, які виростають з неї; злиття або зрощування банків з промисловістю — ось історія виникнення фінансового капіталу і зміст цього поняття.»

### Людський капітал
Людський капітал — це сформований і розвинутий у результаті інвестицій і накопичений людиною (людьми) певний запас здоров'я, знань, навичок, здібностей, мотивацій, який цілеспрямовано використовується в тій чи іншій сфері економічної діяльності, сприяє зростанню продуктивності праці та завдяки цьому впливає на зростання доходів свого власника, прибутку підприємства та національного доходу.
Термін соціальний капітал означає фактор виробництва, що виникає завдяки встановленню довіри та взаємодопомоги між членами виробничого колективу, тобто виробленню групової солідарності. Цей тип капіталу виділив П'єр Бурдьє в статті «Форми капіталу» 1983 року. У цій же праці він запровадив поняття культурного капіталу, що є капіталом окремого члена суспільства і виникає завдяки 1) його власним характеристикам, вмінням, знанням тощо 2) завдяки його майну, наприклад, книгам, інструментам тощо 3) завдяки його статусу в суспільстві, відзнакам, нагородам, званням тощо.
Поняття інтелектуального капіталу включає три складові:
- Людський капітал: знання, навички, досвід, ноу-хау, творчі здібності, креативний спосіб мислення, моральні цінності, культура праці тощо;
- Організаційний капітал: патенти, ліцензії, ноу-хау, програми, товарні знаки, промислові зразки, технічне й програмне забезпечення, організаційна структура, корпоративна культура й таке інше;
- Споживчий капітал: зв'язки з економічними контрагентами (постачальниками, споживачами, посередниками, кредитно-фінансовими установами, органами влади тощо), інформація про економічних контрагентів, історія взаємин з економічними контрагентами, торговельна марка (бренд).[32]

## Інше
- Додатковий капітал — сума, на яку ціна випущених акцій при реалізації перевищує їхню номінальну вартість (це перевищення називають емісійний дохід)[33].
- Робочий капітал — фінансовий показник, що характеризує ліквідність компанії[34].
- Внутрішнє нагромадження капіталу — збільшення обсягу капіталу країни завдяки заощадженню та інвестуванню частини виробленої в цій країні продукції[джерело?].